# Phytocoris crawfordi
Phytocoris crawfordi är en insektsart som beskrevs av Knight 1974. Phytocoris crawfordi ingår i släktet Phytocoris och familjen ängsskinnbaggar. Inga underarter finns listade i Catalogue of Life.